# Epirochroa
Epirochroa is een kevergeslacht uit de familie van de boktorren (Cerambycidae). De wetenschappelijke naam van het geslacht werd voor het eerst geldig gepubliceerd in 1896 door Fairmaire.

## Soorten
Epirochroa omvat de volgende soorten:
- Epirochroa acutecostata Fairmaire, 1899
- Epirochroa affinis Breuning, 1957
- Epirochroa albicollis Fairmaire, 1897
- Epirochroa cervinocincta Fairmaire, 1899
- Epirochroa dujardini Breuning, 1971
- Epirochroa fairmairei Lepesme & Villiers, 1944
- Epirochroa fasciolata Fairmaire, 1899
- Epirochroa griseovaria Fairmaire, 1896
- Epirochroa sparsuta Breuning, 1957
- Epirochroa vadoni Breuning, 1957